# Old Government House (Brisbane)

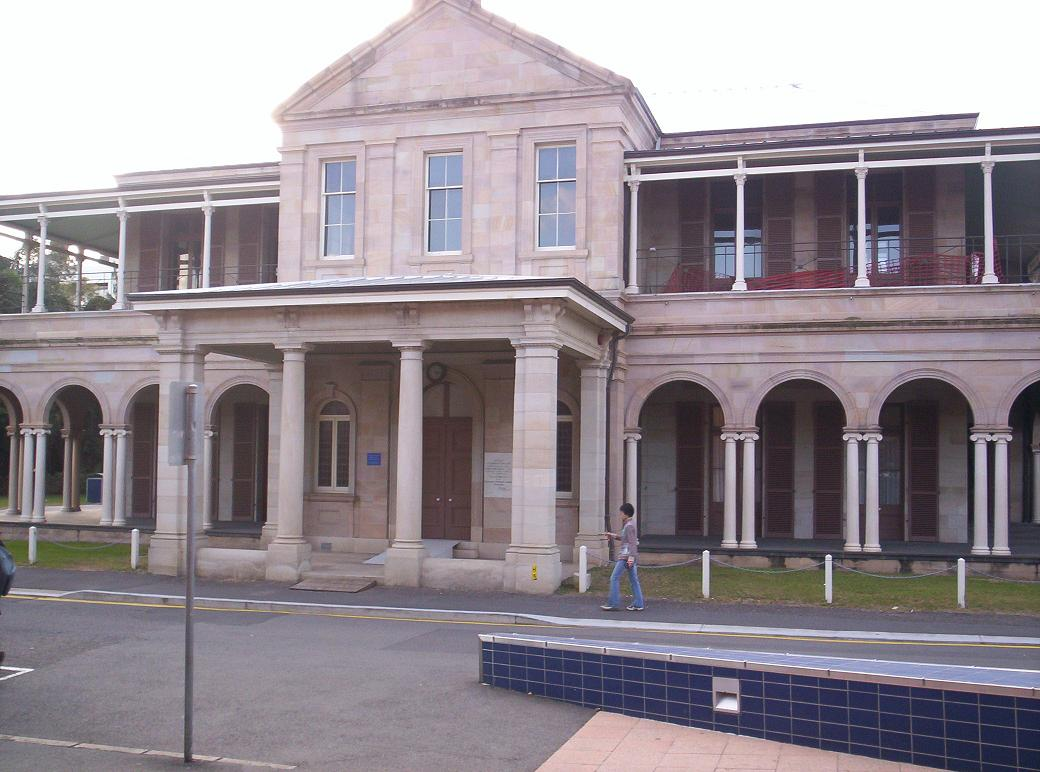
Vorderseite des Old Government House in Brisbane

Als Old Government House wird der erste Amtssitz des Gouverneurs von Queensland bezeichnet. Es befindet sich auf dem Gardens-Point-Campus der Queensland University of Technology in Brisbane. Das denkmalgeschützte Bauwerk ist seit 1992 eingetragen im Queensland Heritage Register.

## Geschichte
Bereits Sir George Bowen, der erste Gouverneur von Queensland, residierte in dem 1862 fertiggestellten Gebäude. Es erfüllte diesen Zweck bis zur Errichtung des Government House, dem heutigen Sitz des Gouverneurs, das sich in Bardon, einem Vorort von Brisbane, befindet. Danach nutzte der National Trust of Australia das Old Government House zeitweise als Hauptquartier innerhalb von Queensland.

## Verbleib des Gebäudes
Heute zählt das Gebäude, in dem auch bereits Konzerte stattfanden, zum Kulturerbe des Bundesstaates.